# Morti il 10 ottobre
| Questa pagina contiene informazioni ricavate automaticamente dalle voci biografiche con l'ausilio del template Bio e di un bot. L'aggiornamento è periodico e automatico e ricostruisce completamente la pagina. Se manca una persona in questa lista, sei pregato di non aggiungerla, ma accertati piuttosto che la sua voce biografica contenga il template Bio e che i dati anagrafici siano correttamente compilati. Se il template Bio manca, inseriscilo tu stesso o, in alternativa, metti l'avviso {{tmp\|Bio}} che ne segnala la mancanza. Se i dati riportati sono sbagliati, correggi direttamente la voce biografica; le modifiche saranno visibili in questa lista entro pochi giorni. Per chiarimenti vedi il progetto biografie. La lista contiene solo le 520 persone che sono citate nell'enciclopedia e per le quali è stato implementato correttamente il template Bio. Pagina aggiornata al 17 ago 2025. |

## I secolo(1)
- 19 - Germanico Giulio Cesare, politico e militare romano (n. 15 a.C.)

## V secolo(1)
- 425 - Attico di Costantinopoli, arcivescovo armeno

## VI secolo(1)
- 575 - Cerbone di Populonia, vescovo italiano (n. 493)

## VII secolo(2)
- 644 - Paolino di York, vescovo e santo inglese
- 680 - Al-Husayn ibn Ali, condottiero arabo (n. 626)

## VIII secolo(1)
- 794 - Fastrada, nobildonna franca

## IX secolo(2)
- 827 - Papa Valentino, papa, vescovo e cardinale italiano
- 890 - Adalardo di Parigi, nobile francese

## X secolo(1)
- 960 - Adele di Vermandois, contessa franco

## XII secolo(2)
- 1144 - Alfonso d'Altavilla, politico e condottiero normanno
- 1149 - Al-Hafiz, imam arabo

## XIII secolo(6)
- 1213 - Federico II di Lorena, duca
- 1215 - Aldobrandino I d'Este, marchese
- 1227 - Domno di Montalcino, religioso e santo italiano
- 1227 - Daniele Fasanella, presbitero e francescano italiano
- 1229 - Henry de Beaumont, V conte di Warwick, nobile britannico (n. 1192)
- 1272 - Iolanda di Bretagna, nobildonna francese (n. 1218)

## XIV secolo(4)
- 1301 - Isabella di Maiorca, principessa spagnola (n. 1280)
- 1308 - Patrick Dunbar, VIII conte di March, nobile scozzese (n. 1242)
- 1359 - Ugo IV di Cipro, re
- 1379 - Giovanni di Bridlington, religioso, presbitero e santo britannico

## XV secolo(4)
- 1432 - Galeotto Roberto Malatesta, condottiero italiano (n. 1411)
- 1451 - Astorgio Agnesi, cardinale e arcivescovo cattolico italiano (n. 1391)
- 1466 - Guarnerio d'Artegna, umanista italiano
- 1498 - Antonio Tassino, italiano

## XVI secolo(12)
- 1503 - Pietro II di Borbone, conte (n. 1438)
- 1523 - Timoteo Viti, pittore italiano (n. 1470)
- 1525 - Thomas West, VIII barone De La Warr, nobile britannico (n. 1457)
- 1530 - Thomas Grey, II marchese di Dorset, nobile inglese (n. 1477)
- 1542 - Francesco Feliciano de Scolari, matematico italiano (n. 1470)
- 1555 - Girolamo Verallo, cardinale e arcivescovo cattolico italiano (n. 1497)
- 1565 - Carlo di La Roche-sur-Yon, nobile francese (n. 1515)
- 1577 - Maria d'Aviz, principessa portoghese (n. 1521)
- 1578 - Jean Bullant, architetto francese
- 1585 - Hakim Mirza, principe indiano (n. 1553)
- 1586 - Ignazio Danti, matematico, astronomo e vescovo cattolico italiano (n. 1536)
- 1588 - Nicolás Monardes, medico e botanico spagnolo (n. 1493)

## XVII secolo(13)
- 1608 - Pompeo Leoni, scultore e medaglista italiano (n. 1531)
- 1616 - Maria di Nassau, principessa (n. 1556)
- 1617 - Bernardino Baldi, matematico e poeta italiano (n. 1553)
- 1621 - Asmat Begum, nobildonna persiana
- 1630 - John Heminges, attore teatrale britannico (n. 1556)
- 1630 - Alessandro Mattei, abate e nobile italiano (n. 1574)
- 1635 - Johann Ulrich Steigleder, organista e compositore tedesco (n. 1593)
- 1638 - Pieter Brueghel il Giovane, pittore fiammingo (n. 1564)
- 1659 - Abel Tasman, navigatore, esploratore e cartografo olandese (n. 1603)
- 1666 - Ermanno Adolfo di Lippe-Detmold, nobile tedesco (n. 1616)
- 1675 - Tommaso Tamburino, gesuita e filosofo italiano (n. 1591)
- 1693 - Charles Patin, medico, chirurgo e numismatico francese (n. 1633)
- 1698 - Ettore Secondino Albergante, presbitero, poeta e musicista italiano (n. 1614)

## XVIII secolo(26)
- 1708 - David Gregory, matematico e astronomo scozzese (n. 1659)
- 1712 - Federico Sforza di Santa Fiora, I principe di Genzano, principe italiano (n. 1651)
- 1716 - Antonio Egon di Fürstenberg, principe (n. 1654)
- 1720 - Antoine Coysevox, scultore francese (n. 1640)
- 1725 - Francesco del Giudice, cardinale italiano (n. 1647)
- 1725 - Philippe de Rigaud de Vaudreuil, militare e funzionario francese (n. 1650)
- 1726 - Tommaso Redi, pittore italiano (n. 1665)
- 1727 - Charles III de Rohan-Guéméné, nobile francese (n. 1655)
- 1733 - Michel Serre, pittore spagnolo (n. 1658)
- 1741 - Louis de l'Isle de la Croyère, astronomo e esploratore francese (n. 1685)
- 1744 - Johann Heinrich Schulze, chimico tedesco (n. 1687)
- 1747 - John Potter, arcivescovo anglicano e filologo inglese (n. 1674)
- 1762 - Tommaso Moncada, nobile e patriarca cattolico italiano (n. 1710)
- 1764 - Giovanni Scalfarotto, architetto italiano (n. 1672)
- 1765 - Lionel Sackville, I duca di Dorset, politico inglese (n. 1688)
- 1775 - Louis Nicolas du Muy, generale francese (n. 1711)
- 1777 - Joaquín Diego de Zúñiga, nobile spagnolo (n. 1715)
- 1780 - François Guillaume Clairain des Lauriers, ingegnere francese (n. 1722)
- 1783 - Henry Brooke, scrittore irlandese (n. 1703)
- 1790 - Kenton Couse, architetto britannico (n. 1721)
- 1790 - Ivan Ivanovič Möller-Sakomelsky, generale russo (n. 1725)
- 1791 - Christian Friedrich Daniel Schubart, poeta, scrittore e compositore tedesco (n. 1739)
- 1792 - Constantine John Phipps, esploratore inglese (n. 1744)
- 1795 - Francesco Antonio Zaccaria, presbitero, storico e scrittore italiano (n. 1714)
- 1796 - Giuliana Maria di Brunswick-Lüneburg, regina (n. 1724)
- 1797 - Atanasio Cavalli, religioso e astronomo italiano (n. 1729)

## XIX secolo(63)
- 1805 - François Cacault, diplomatico, politico e collezionista d'arte francese (n. 1743)
- 1806 - Luigi Ferdinando di Prussia, generale prussiano (n. 1772)
- 1811 - Giovanni Ludovico di Wallmoden-Gimborn, generale inglese (n. 1736)
- 1820 - Wilson Cary Nicholas, politico statunitense (n. 1761)
- 1824 - Johann von Thielmann, generale prussiano (n. 1765)
- 1825 - Dmitrij Stepanovič Bortnjanskij, compositore ucraino (n. 1751)
- 1830 - Giovan Battista Martinetti, architetto e ingegnere svizzero (n. 1764)
- 1831 - Johann Christian Ludwig Hellwig, entomologo e autore di giochi tedesco (n. 1743)
- 1834 - Thomas Say, naturalista, entomologo e zoologo statunitense (n. 1787)
- 1835 - Kazimierz Brodziński, scrittore polacco (n. 1791)
- 1835 - Vincenzo Comi, chimico, medico e politico italiano (n. 1765)
- 1836 - Martha Jefferson Randolph, first lady statunitense (n. 1772)
- 1836 - Jacob Joseph Balthasaar Martinn, violinista e compositore belga (n. 1775)
- 1837 - Charles Fourier, filosofo francese (n. 1772)
- 1837 - Mustafa ibn Mahmud, sovrano tunisino (n. 1786)
- 1839 - Louis Marie Fontan, drammaturgo e giornalista francese (n. 1801)
- 1846 - José Manuel de Goyeneche, militare spagnolo (n. 1776)
- 1849 - Wilhelm Frimann Koren Christie, politico norvegese (n. 1778)
- 1852 - Jean-Sébastien Rouillard, pittore francese (n. 1789)
- 1853 - Marcantonio Cavanis, presbitero e educatore italiano (n. 1774)
- 1854 - Gordon Drummond, militare e politico canadese (n. 1772)
- 1856 - Vicente López y Planes, scrittore e politico argentino (n. 1785)
- 1857 - Thomas Crawford, scultore statunitense (n. 1814)
- 1857 - Josef Ressel, inventore austriaco (n. 1793)
- 1857 - George Washington Parke Custis, scrittore statunitense (n. 1781)
- 1858 - Carlo Antonio Litta Biumi, geografo italiano (n. 1786)
- 1860 - Jules Victor Génisson, pittore belga (n. 1805)
- 1863 - Cesare de Horatiis, patriota italiano (n. 1812)
- 1864 - Karl Wilhelm Isenberg, missionario tedesco (n. 1806)
- 1867 - Julius Mosen, poeta, scrittore e drammaturgo tedesco (n. 1803)
- 1868 - Nakano Takeko, militare giapponese (n. 1847)
- 1870 - Raffaello Politi, pittore, architetto e archeologo italiano (n. 1783)
- 1871 - Octavius Catto, letterato, insegnante e attivista statunitense (n. 1839)
- 1871 - Joseph Zedner, bibliografo e bibliotecario tedesco (n. 1804)
- 1872 - William H. Seward, politico statunitense (n. 1801)
- 1873 - Costantino Corti, scultore italiano (n. 1823)
- 1873 - Hermann Kurz, poeta e romanziere tedesco (n. 1813)
- 1874 - Augustus FitzGerald, III duca di Leinster, nobile e politico irlandese (n. 1791)
- 1875 - Aleksej Konstantinovič Tolstoj, scrittore, poeta e drammaturgo russo (n. 1817)
- 1876 - George Hay, VIII marchese di Tweeddale, nobile e ufficiale scozzese (n. 1787)
- 1876 - Charles Sainte-Claire Deville, geologo francese (n. 1814)
- 1877 - Johann Georg Baiter, filologo classico svizzero (n. 1801)
- 1880 - Giampietro Campana, collezionista d'arte italiano
- 1881 - Daniele Comboni, missionario e vescovo cattolico italiano (n. 1831)
- 1881 - Heinrich Karl von Haymerle, politico austriaco (n. 1828)
- 1881 - Richard Turner, ingegnere e imprenditore irlandese (n. 1798)
- 1882 - Hedvig Keppler, fotografa finlandese (n. 1831)
- 1884 - Gaetano Gallino, pittore italiano (n. 1804)
- 1885 - John McCloskey, cardinale e arcivescovo cattolico statunitense (n. 1810)
- 1889 - Adolf von Henselt, compositore e pianista tedesco (n. 1814)
- 1889 - Heinrich Heydemann, archeologo e filologo tedesco (n. 1842)
- 1892 - Édouard Hentsch, banchiere svizzero (n. 1829)
- 1893 - Carlo Brunet, politico italiano (n. 1809)
- 1893 - Michail Nikolaevič Raevskij, generale russo (n. 1841)
- 1894 - Nicola Amore, avvocato e politico italiano (n. 1828)
- 1894 - John Dugdale Astley, politico, militare e dirigente sportivo britannico (n. 1828)
- 1895 - Gaetano Facchi, imprenditore e politico italiano (n. 1812)
- 1896 - Mary Grew, attivista statunitense (n. 1813)
- 1896 - Ferdinand von Mueller, botanico tedesco (n. 1825)
- 1897 - Louise Lavoye, soprano francese (n. 1823)
- 1899 - Allan James Foley, basso irlandese (n. 1837)
- 1899 - Maria Angela Truszkowska, religiosa polacca (n. 1825)
- 1900 - Elena Nobili, pittrice italiana (n. 1833)

## XX secolo(264)
- 1901 - Lorenzo Snow, presbitero statunitense (n. 1814)
- 1902 - Hermann Einstein, imprenditore tedesco (n. 1847)
- 1903 - Moritz Hensoldt, ottico e imprenditore tedesco (n. 1821)
- 1903 - Jacob Thurmann Ihlen, politico norvegese (n. 1833)
- 1904 - Jules Ferrette, vescovo cristiano orientale francese (n. 1828)
- 1905 - Hugh Fortescue, III conte di Fortescue, politico inglese (n. 1818)
- 1906 - Lorenzo Tenchini, medico italiano (n. 1852)
- 1907 - Adolf Furtwängler, archeologo e storico dell'arte tedesco (n. 1853)
- 1910 - Willem Maris, pittore olandese (n. 1844)
- 1910 - Joseph Ravannack, canottiere statunitense (n. 1878)
- 1913 - Gregorio María Aguirre y García, cardinale e arcivescovo cattolico spagnolo (n. 1835)
- 1913 - Adolphus Busch, imprenditore e filantropo tedesco (n. 1839)
- 1913 - Hans Heyerdahl, pittore svedese (n. 1857)
- 1913 - Katsura Tarō, militare e politico giapponese (n. 1848)
- 1914 - Domenico Ferrata, cardinale italiano (n. 1847)
- 1914 - Johann Schwarzer, regista, fotografo e produttore cinematografico austriaco (n. 1880)
- 1914 - Gijsbert Van Tienhoven, politico olandese (n. 1841)
- 1914 - Carlo I di Romania, principe tedesco (n. 1839)
- 1916 - Torquato Cardelli, militare italiano (n. 1895)
- 1916 - Hope Bridges Adams Lehmann, ginecologa tedesca (n. 1855)
- 1916 - Raffaele Merelli, militare italiano (n. 1886)
- 1916 - Antonio Sant'Elia, architetto e pittore italiano (n. 1888)
- 1917 - Richard Heighway, illustratore britannico (n. 1832)
- 1917 - Sol Star, politico e imprenditore statunitense (n. 1840)
- 1918 - Samuel Biarnay, orientalista francese (n. 1879)
- 1918 - Elisabeth Bürstenbinder, scrittrice tedesca (n. 1838)
- 1918 - María Catalina Irigoyen Echegaray, religiosa spagnola (n. 1848)
- 1919 - Leo Arons, fisico e politico tedesco (n. 1860)
- 1919 - Anatole Mallet, ingegnere svizzero (n. 1837)
- 1921 - Otto von Gierke, giurista tedesco (n. 1841)
- 1921 - Louis Mesnier, calciatore francese (n. 1884)
- 1921 - Lipót Schulhof, astronomo ungherese (n. 1847)
- 1922 - Arnold Ehret, pseudoscienziato tedesco (n. 1866)
- 1923 - Andrés Avelino Cáceres, politico e generale peruviano (n. 1836)
- 1923 - Harry De Vere, attore statunitense (n. 1870)
- 1923 - Gustav Lindau, micologo e botanico tedesco (n. 1866)
- 1923 - Léo-Paul Robert, pittore svizzero (n. 1851)
- 1923 - Lev Aleksandrovič Tichomirov, giornalista, scrittore e rivoluzionario russo (n. 1852)
- 1924 - Carlotta Clerici, educatrice italiana (n. 1851)
- 1924 - József Dobos, cuoco, pasticcere e imprenditore ungherese (n. 1847)
- 1925 - James Buchanan Duke, imprenditore statunitense (n. 1856)
- 1926 - Pierre Decourcelle, scrittore e drammaturgo francese (n. 1856)
- 1927 - Henri Guinier, pittore francese (n. 1867)
- 1928 - Salvatore D'Aquila, mafioso italiano (n. 1873)
- 1928 - Marie Louise De Meester, religiosa belga (n. 1857)
- 1930 - Bob Baxter, calciatore nordirlandese (n. 1859)
- 1930 - Adolf Engler, botanico tedesco (n. 1844)
- 1930 - Ettore Verga, storico italiano (n. 1867)
- 1931 - Mario Cometto, calciatore italiano (n. 1905)
- 1931 - Bertram Mackennal, scultore e medaglista australiano (n. 1863)
- 1932 - Jimmy Ferris, calciatore nordirlandese (n. 1894)
- 1932 - Edward Marsh, canottiere statunitense (n. 1874)
- 1932 - Arturo Tizzano, calciatore italiano (n. 1895)
- 1934 - Perry Banks, attore canadese (n. 1877)
- 1934 - Illarion Nikolaevič Pevtsov, attore russo (n. 1879)
- 1935 - Gustave Loiseau, pittore francese (n. 1865)
- 1935 - Michail Aleksandrovič Menzbir, zoologo russo (n. 1855)
- 1936 - Luigi Maria Ugolini, archeologo italiano (n. 1895)
- 1937 - Cesare Goldmann, imprenditore e politico italiano (n. 1858)
- 1937 - William Hunter Workman, medico, geografo e esploratore statunitense (n. 1847)
- 1937 - Pietro di Kruticy, religioso e santo russo (n. 1862)
- 1937 - Paul Vaillant-Couturier, scrittore, giornalista e politico francese (n. 1892)
- 1938 - Achille Dardano, geografo e cartografo italiano (n. 1870)
- 1938 - Vasilij Oščepkov, artista marziale russo (n. 1893)
- 1939 - Benjamin Rabier, fumettista francese (n. 1864)
- 1940 - Berton Churchill, attore canadese (n. 1876)
- 1941 - Leon Wetmański, vescovo cattolico polacco (n. 1886)
- 1942 - Vojo Kushi, partigiano e militare albanese (n. 1918)
- 1942 - Beatriz Michelena, attrice, soprano e produttrice cinematografica statunitense (n. 1890)
- 1942 - Giulio Cesare Tassoni, generale e politico italiano (n. 1859)
- 1942 - Terézia Vansová, scrittrice, etnografa e traduttrice slovacca (n. 1857)
- 1943 - Secondo Bologna, vescovo cattolico italiano (n. 1898)
- 1943 - Armando Frigo, calciatore statunitense (n. 1917)
- 1943 - Johan Jansson, tuffatore svedese (n. 1892)
- 1943 - Frits Kuipers, calciatore olandese (n. 1899)
- 1943 - Charlotte Salomon, pittrice tedesca (n. 1917)
- 1943 - Alfonso Volpi, partigiano e ingegnere italiano (n. 1909)
- 1943 - Charles West, attore statunitense (n. 1885)
- 1944 - Ramón S. Castillo, politico argentino (n. 1873)
- 1944 - Carlos Luis Collado Martínez, medico costaricano (n. 1919)
- 1944 - Domenico Lanza, partigiano italiano (n. 1909)
- 1944 - Gösta Lundquist, velista svedese (n. 1892)
- 1944 - Clorinda Menguzzato, partigiana italiana (n. 1924)
- 1944 - Gastone Velo, partigiano italiano (n. 1923)
- 1944 - Erika Wedekind, soprano tedesco (n. 1868)
- 1945 - Joseph Darnand, politico e militare francese (n. 1897)
- 1945 - Venny Soldan-Brofeldt, pittrice finlandese (n. 1863)
- 1946 - Vittorio Emanuele di Savoia-Aosta, nobile e generale italiano (n. 1870)
- 1946 - Adam Tarnowski von Tarnów, diplomatico e nobile austriaco (n. 1866)
- 1947 - Francis Ernest Lloyd, biologo e botanico inglese (n. 1868)
- 1947 - Pasquale Lugini, politico italiano (n. 1896)
- 1947 - Eduard von Zambaur, orientalista, numismatico e ufficiale austriaco (n. 1866)
- 1948 - Mary Eaton, attrice statunitense (n. 1901)
- 1948 - Siegmund von Hausegger, compositore e direttore d'orchestra tedesco (n. 1872)
- 1949 - Dolf van der Nagel, calciatore olandese (n. 1889)
- 1950 - Josef Straßberger, sollevatore tedesco (n. 1894)
- 1951 - Axel Sjöblom, ginnasta svedese (n. 1882)
- 1952 - Stefano Aigotti, calciatore italiano (n. 1907)
- 1952 - Mieczysław Wiśniewski, calciatore polacco (n. 1892)
- 1953 - Ernst Ullring, militare e inventore norvegese (n. 1894)
- 1953 - Roberto Vicentini, patriarca cattolico italiano (n. 1878)
- 1955 - Antonio D'Andrea, scultore italiano (n. 1908)
- 1955 - Riccardo Stracciari, baritono italiano (n. 1875)
- 1956 - Sante Zennaro, operaio italiano (n. 1933)
- 1957 - Giulia Berna, attivista italiana (n. 1871)
- 1957 - Choe Nam-seon, storico, poeta e editore coreano (n. 1890)
- 1957 - Karl Genzken, generale tedesco (n. 1885)
- 1958 - Albert Bolly, ciclista su strada belga (n. 1897)
- 1958 - Pasquale Pardi, militare e aviatore italiano (n. 1930)
- 1959 - Vilmos Dán, calciatore ungherese (n. 1903)
- 1960 - Oliver Horn, pallanuotista statunitense (n. 1901)
- 1960 - Basil Ruysdael, attore e basso-baritono statunitense (n. 1878)
- 1960 - Ludwig Schirmeyer, storico tedesco (n. 1876)
- 1961 - Giovanni Carignani, politico italiano (n. 1893)
- 1961 - Raymond Cazanave, fumettista, scrittore e pedagogista francese (n. 1893)
- 1961 - Lewin Fitzhamon, regista, attore e sceneggiatore britannico (n. 1869)
- 1961 - Joe Triscari, trombettista statunitense (n. 1914)
- 1962 - Edmund H. Hansen, effettista statunitense (n. 1894)
- 1962 - Domenico Valinotti, pittore e scenografo italiano (n. 1889)
- 1963 - Maude George, attrice statunitense (n. 1888)
- 1963 - Amedeo Luccichenti, architetto italiano (n. 1907)
- 1963 - Giuseppe Marotta, scrittore, sceneggiatore e paroliere italiano (n. 1902)
- 1963 - Édith Piaf, cantautrice francese (n. 1915)
- 1964 - Konrad Bayer, scrittore austriaco (n. 1932)
- 1964 - Eddie Cantor, comico, attore e sceneggiatore statunitense (n. 1892)
- 1964 - Guru Dutt, regista e attore indiano (n. 1925)
- 1964 - Philipp Kleffel, generale tedesco (n. 1887)
- 1964 - Genrich Gustavovič Nejgauz, pianista e docente russo (n. 1888)
- 1965 - Florian Camathias, pilota motociclistico svizzero (n. 1924)
- 1965 - Aldo Castelli, artista italiano (n. 1900)
- 1965 - Jacques Davignon, diplomatico belga (n. 1896)
- 1965 - Armando Fedeli, operaio, antifascista e politico italiano (n. 1898)
- 1965 - Jackie Gardiner, calciatore scozzese (n. 1911)
- 1965 - Francesco Martino, ginnasta italiano (n. 1900)
- 1965 - Hermann Uhde, basso-baritono tedesco (n. 1914)
- 1966 - Kurt Bolender, militare tedesco (n. 1912)
- 1966 - Charlotte Cooper, tennista inglese (n. 1870)
- 1966 - Vladimir Dëmin, calciatore e allenatore di calcio sovietico (n. 1921)
- 1966 - Mary Ethel Hayter Florey, medico australiana (n. 1900)
- 1966 - Otto Pankok, pittore e scultore tedesco (n. 1893)
- 1967 - Vyvyan Holland, scrittore e traduttore inglese (n. 1886)
- 1967 - Frank Keaney, allenatore di pallacanestro statunitense (n. 1886)
- 1967 - Simo Puupponen, scrittore e giornalista finlandese (n. 1915)
- 1967 - Ercole Ronco, militare italiano (n. 1890)
- 1967 - Johann Studnicka, allenatore di calcio e calciatore austriaco (n. 1883)
- 1968 - Augusto Amaro, calciatore portoghese (n. 1911)
- 1968 - Delhy Tejero, pittrice e illustratrice spagnola (n. 1904)
- 1968 - Nikifor, pittore polacco (n. 1895)
- 1969 - Kurt Blome, scienziato tedesco (n. 1894)
- 1969 - Martin Gusinde, presbitero e etnologo austriaco (n. 1886)
- 1970 - Édouard Daladier, politico francese (n. 1884)
- 1970 - Adam Rapacki, politico polacco (n. 1909)
- 1970 - Adamo Zanelli, politico, antifascista e partigiano italiano (n. 1899)
- 1971 - Christopher Dark, attore statunitense (n. 1920)
- 1971 - Ebe De Paulis, cantante e attrice italiana (n. 1915)
- 1972 - Attilio Cattani, diplomatico italiano (n. 1900)
- 1972 - Kenneth Edgeworth, astronomo e economista irlandese (n. 1880)
- 1972 - Ernie Mills, pistard britannico (n. 1913)
- 1973 - Ludwig von Mises, economista austriaco (n. 1881)
- 1974 - Marie Luise Kaschnitz, scrittrice, poetessa e saggista tedesca (n. 1901)
- 1974 - Athīna Livanou, inglese (n. 1929)
- 1974 - Giacomo Ottolenghi, politico italiano (n. 1906)
- 1974 - Ljudmila Michajlovna Pavličenko, militare sovietica (n. 1916)
- 1975 - Giulio De Nardo, scacchista italiano (n. 1901)
- 1975 - August Dvorak, psicologo e insegnante statunitense (n. 1894)
- 1975 - Norman Levinson, matematico statunitense (n. 1912)
- 1975 - Gustav von Vaerst, generale tedesco (n. 1894)
- 1975 - Lillian Walker, attrice statunitense (n. 1887)
- 1976 - Tadeusz Friedrich, schermidore polacco (n. 1903)
- 1977 - Bengt Bengtsson, ginnasta svedese (n. 1897)
- 1977 - Helen Gibson, attrice statunitense (n. 1892)
- 1977 - Angelo Muscat, attore maltese (n. 1930)
- 1978 - John Randolph Bray, animatore e fumettista statunitense (n. 1879)
- 1978 - Ralph Marterie, musicista italiano (n. 1914)
- 1978 - Kathryn McGuire, ballerina e attrice statunitense (n. 1903)
- 1978 - Ralph Metcalfe, velocista e politico statunitense (n. 1910)
- 1978 - Ernst Zindel, ingegnere aeronautico e imprenditore tedesco (n. 1897)
- 1979 - Heinrich Behnke, matematico tedesco (n. 1898)
- 1979 - Guido Fanconi, pediatra svizzero (n. 1892)
- 1979 - Fred Graham, attore e stuntman statunitense (n. 1908)
- 1979 - Daniel McDonald, lottatore e nuotatore canadese (n. 1908)
- 1979 - Paul Paray, direttore d'orchestra e compositore francese (n. 1886)
- 1980 - Carlo Annovazzi, calciatore e allenatore di calcio italiano (n. 1925)
- 1980 - Tameichi Hara, militare giapponese (n. 1900)
- 1980 - Charles Harbridge, calciatore inglese (n. 1891)
- 1980 - Billie Thomas, attore statunitense (n. 1931)
- 1980 - Zhao Dan, attore e regista cinese (n. 1915)
- 1981 - Joan Filbá, cestista spagnolo (n. 1955)
- 1981 - Rolando Marianelli, calciatore italiano (n. 1908)
- 1981 - Nico Rosso, fumettista italiano (n. 1910)
- 1982 - Ettore Mattia, attore italiano (n. 1910)
- 1983 - Kurt Heinrich Debus, ingegnere tedesco (n. 1908)
- 1983 - Aleksander Gabszewicz, militare e aviatore polacco (n. 1911)
- 1983 - Ruby Myers, attrice indiana (n. 1907)
- 1983 - Ralph Richardson, attore britannico (n. 1902)
- 1983 - Slim Shoun, cestista statunitense (n. 1904)
- 1984 - Ursula Curtiss, scrittrice statunitense (n. 1923)
- 1984 - Giustino D'Uva, politico italiano (n. 1924)
- 1984 - Marcel Faure, schermidore francese (n. 1905)
- 1984 - Thomas E. Gaddis, biografo statunitense (n. 1908)
- 1985 - Yul Brynner, attore russo (n. 1920)
- 1985 - Ghigo Masino, attore e comico italiano (n. 1921)
- 1985 - Margaret Michaelis-Sachs, fotografa austriaca (n. 1902)
- 1985 - Don Schlundt, cestista statunitense (n. 1933)
- 1985 - Charles Singleton, critico letterario e italianista statunitense (n. 1909)
- 1985 - Orson Welles, attore, regista e sceneggiatore statunitense (n. 1915)
- 1986 - Han Drijver, hockeista su prato olandese (n. 1927)
- 1986 - Rusty Lane, attore statunitense (n. 1899)
- 1986 - Michele Pellegrino, cardinale, arcivescovo cattolico e letterato italiano (n. 1903)
- 1986 - Gleb Wataghin, fisico russo (n. 1899)
- 1987 - Behice Boran, sociologa e politica turca (n. 1910)
- 1987 - Jaroslav Bouček, calciatore cecoslovacco (n. 1912)
- 1987 - Gretl Braun, fotografa tedesca (n. 1915)
- 1987 - István Závodi, calciatore ungherese (n. 1911)
- 1988 - Henry Kane, scrittore e sceneggiatore statunitense
- 1988 - Kurt Marshall, modello e attore statunitense (n. 1965)
- 1988 - Joan Pujol García, agente segreto spagnolo (n. 1912)
- 1988 - Montgomery Tully, regista e sceneggiatore irlandese (n. 1904)
- 1988 - Arturo Vermi, artista italiano (n. 1928)
- 1989 - Giovanni Cassandro, giurista e politico italiano (n. 1913)
- 1989 - Alberto Viani, scultore italiano (n. 1906)
- 1990 - Emil Joseph Diemer, scacchista e giornalista tedesco (n. 1908)
- 1990 - Edward Szostak, cestista polacco (n. 1911)
- 1990 - Carlos Thompson, attore e scrittore argentino (n. 1923)
- 1991 - Eugenio Gaggiotti, faccendiere italiano (n. 1924)
- 1991 - Nikolaus Hirschl, lottatore austriaco (n. 1906)
- 1991 - Camille Libar, allenatore di calcio e calciatore lussemburghese (n. 1917)
- 1991 - Gaspare Parvis, allenatore di calcio e calciatore italiano (n. 1921)
- 1992 - Gianfranco Bartolini, politico e sindacalista italiano (n. 1927)
- 1992 - Angiolo Fedi, imprenditore italiano (n. 1896)
- 1992 - James Seay, attore statunitense (n. 1914)
- 1993 - John Bindon, attore britannico (n. 1943)
- 1993 - Catherine Collard, pianista francese (n. 1947)
- 1993 - Clemente Maglietta, politico, partigiano e sindacalista italiano (n. 1910)
- 1993 - Eros Pellini, scultore italiano (n. 1909)
- 1993 - Arduino Roccioletti, politico italiano (n. 1920)
- 1994 - Richard Atkinson, archeologo britannico (n. 1920)
- 1994 - Antonio Corona, politico italiano (n. 1933)
- 1994 - Marie-Louise Aucher, musicista e cantante francese (n. 1908)
- 1994 - Germain Muller, drammaturgo, poeta e attore teatrale francese (n. 1923)
- 1994 - Alvio Vaglini, pittore e scultore italiano (n. 1906)
- 1995 - Paolo Gucci, imprenditore e stilista italiano (n. 1931)
- 1995 - Fabrizio Menghini, giornalista italiano (n. 1921)
- 1996 - Gaetano Panazza, letterato, storico e critico d'arte italiano (n. 1914)
- 1996 - Giantristano Papale, architetto e docente italiano (n. 1912)
- 1997 - Cesare Del Torto, calciatore italiano (n. 1911)
- 1997 - Michael J. S. Dewar, chimico indiano (n. 1918)
- 1997 - Marjorie McQuade, nuotatrice australiana (n. 1934)
- 1997 - Frank Schaufuss, ballerino e direttore artistico danese (n. 1921)
- 1997 - Walt Simon, cestista statunitense (n. 1939)
- 1998 - Jacques Dupont, biblista e presbitero belga (n. 1915)
- 1998 - William Markowitz, astronomo statunitense (n. 1907)
- 1998 - Clark Clifford, avvocato e politico statunitense (n. 1906)
- 1998 - Rocco Spinola, sollevatore italiano (n. 1930)
- 1998 - Luigia Achillea Stella, filologa italiana (n. 1904)
- 1999 - Alfredo Gil, cantante e compositore messicano (n. 1915)
- 2000 - Sirimavo Bandaranaike, politica cingalese (n. 1916)
- 2000 - Hélène Bessette, scrittrice francese (n. 1918)
- 2000 - Ferenc Farkas, compositore ungherese (n. 1905)
- 2000 - Charles Hartshorne, filosofo statunitense (n. 1897)
- 2000 - Dick Klein, cestista e giocatore di baseball statunitense (n. 1920)
- 2000 - Emile Kuri, scenografo messicano (n. 1907)
- 2000 - Ambrogio Morelli, ciclista su strada e pistard italiano (n. 1905)
- 2000 - Bruce Vento, politico statunitense (n. 1940)

## XXI secolo(116)
- 2001 - Vasilij Pavlovič Mišin, matematico e ingegnere sovietico (n. 1917)
- 2001 - Samuel Ndhlovu, calciatore e allenatore di calcio zambiano (n. 1937)
- 2002 - Strahinja Alagić, cestista e allenatore di pallacanestro jugoslavo (n. 1920)
- 2002 - Teresa Graves, attrice statunitense (n. 1948)
- 2002 - Jacques Remlinger, militare e aviatore francese (n. 1923)
- 2002 - Erling Sørensen, calciatore e allenatore di calcio danese (n. 1920)
- 2002 - Mario de las Casas, calciatore peruviano (n. 1905)
- 2003 - Viola Burnham, politica e first lady guyanese (n. 1930)
- 2003 - Eila Hiltunen, scultrice finlandese (n. 1922)
- 2003 - Victoria Horne, attrice statunitense (n. 1911)
- 2003 - Eugene Istomin, pianista statunitense (n. 1925)
- 2003 - Julia Trevelyan Oman, costumista e scenografa britannica (n. 1930)
- 2004 - Ângelo Bonfietti, cestista brasiliano (n. 1926)
- 2004 - Josef Argauer, allenatore di calcio austriaco (n. 1910)
- 2004 - Ken Caminiti, giocatore di baseball statunitense (n. 1963)
- 2004 - David G. Chandler, storico britannico (n. 1934)
- 2004 - Alfredo De Angelis, calciatore italiano (n. 1918)
- 2004 - Pakize Tarzi, medico turco (n. 1910)
- 2004 - Dora Musumeci, pianista italiana (n. 1934)
- 2004 - Christopher Reeve, attore, regista e produttore cinematografico statunitense (n. 1952)
- 2005 - Wayne C. Booth, insegnante e critico letterario statunitense (n. 1921)
- 2005 - Per Frantzen, calciatore norvegese (n. 1920)
- 2005 - Gerd Lauck, calciatore tedesco (n. 1931)
- 2005 - Milton Obote, politico ugandese (n. 1925)
- 2006 - Aleksandr Alpatov, calciatore e allenatore di calcio sovietico (n. 1927)
- 2006 - Nedo Barzanti, politico italiano (n. 1937)
- 2006 - Alfred-Louis de Prémare, storico e orientalista francese (n. 1930)
- 2007 - Ambrose Battista De Paoli, arcivescovo cattolico statunitense (n. 1934)
- 2007 - Edo Parpaglioni, giornalista e scrittore italiano (n. 1936)
- 2008 - Alton Ellis, cantautore giamaicano (n. 1938)
- 2008 - Nuvolo, pittore italiano (n. 1926)
- 2008 - Aleksej Prokurorov, fondista russo (n. 1964)
- 2009 - Celeste Brancato, attrice italiana (n. 1969)
- 2009 - Iskander Abdurachmanovič Chamraev, regista sovietico (n. 1934)
- 2009 - André Even, cestista francese (n. 1926)
- 2009 - Stephen Gately, cantautore e attore irlandese (n. 1976)
- 2009 - Claude Houben, bobbista belga (n. 1926)
- 2009 - Loo Hor-kuay, cestista taiwanese (n. 1934)
- 2010 - Bruno Benetti, calciatore italiano (n. 1938)
- 2010 - Solomon Burke, cantante statunitense (n. 1940)
- 2010 - Valeria Ciaffi, pittrice e scultrice italiana (n. 1924)
- 2010 - John Graysmark, scenografo statunitense (n. 1935)
- 2010 - Hwang Jang-yop, politico nordcoreano (n. 1923)
- 2010 - Eric Joisel, artista francese (n. 1956)
- 2010 - Sebastiano Pappalardo, imprenditore italiano (n. 1924)
- 2010 - Joan Sutherland, soprano australiano (n. 1926)
- 2011 - Alan Fudge, attore statunitense (n. 1944)
- 2011 - Masahiro Hamazaki, calciatore giapponese (n. 1940)
- 2011 - José Hernández González, calciatore spagnolo (n. 1926)
- 2011 - Albert Rosellini, politico statunitense (n. 1910)
- 2011 - Mario Sepi, sindacalista italiano (n. 1941)
- 2011 - Jagjit Singh, compositore e cantante indiano (n. 1941)
- 2012 - Sam Gibbons, politico statunitense (n. 1920)
- 2012 - Jos Huysmans, ciclista su strada, pistard e dirigente sportivo belga (n. 1941)
- 2012 - Alex Karras, giocatore di football americano, wrestler e attore statunitense (n. 1935)
- 2012 - Piotr Lenartowicz, filosofo e medico polacco (n. 1934)
- 2012 - Carla Porta Musa, scrittrice, saggista e poetessa italiana (n. 1902)
- 2012 - Basil L. Plumley, militare statunitense (n. 1920)
- 2012 - Mike Singleton, autore di videogiochi britannico (n. 1951)
- 2012 - Eligio Valentino, canoista italiano (n. 1925)
- 2013 - Joop Cabout, pallanuotista olandese (n. 1927)
- 2013 - Malcolm Carpenter, astronauta statunitense (n. 1925)
- 2013 - Jan Kuehnemund, chitarrista statunitense (n. 1962)
- 2013 - Kumar Pallana, attore indiano (n. 1918)
- 2013 - Marc Peirone, cestista francese (n. 1926)
- 2013 - Nunzio Sciavarrello, pittore, incisore e scenografo italiano (n. 1918)
- 2014 - Finn Lied, ufficiale e politico norvegese (n. 1916)
- 2014 - Lari Ketner, cestista e allenatore di pallacanestro statunitense (n. 1977)
- 2014 - Matt Koehl, politico statunitense (n. 1935)
- 2015 - Richard Heck, chimico statunitense (n. 1931)
- 2015 - Steve Mackay, sassofonista statunitense (n. 1949)
- 2016 - Kazunari Tanaka, doppiatore giapponese (n. 1967)
- 2016 - Gonzalo Vega, attore messicano (n. 1946)
- 2017 - Cho Jin-ho, calciatore e allenatore di calcio sudcoreano (n. 1973)
- 2018 - Nicola Bovari, calciatore italiano (n. 1945)
- 2018 - Achille Cutrera, politico italiano (n. 1929)
- 2018 - Zíbia Gasparetto, scrittrice e sensitiva brasiliana (n. 1926)
- 2018 - Mary Midgley, filosofa britannica (n. 1919)
- 2018 - Peter Ramseier, calciatore svizzero (n. 1944)
- 2018 - Tex Winter, allenatore di pallacanestro statunitense (n. 1922)
- 2019 - Pierre Albrecht, cestista svizzero (n. 1931)
- 2019 - Esmeralda Barros, attrice brasiliana (n. 1945)
- 2019 - Ugo Colombo, ciclista su strada italiano (n. 1940)
- 2019 - Dominic Jala, arcivescovo cattolico indiano (n. 1951)
- 2019 - Pat Lawson, cestista e golfista canadese (n. 1929)
- 2019 - Dolo Mistone, calciatore italiano (n. 1936)
- 2019 - Marie-José Nat, attrice francese (n. 1940)
- 2020 - Lolly Borg, calciatore e allenatore di calcio maltese (n. 1931)
- 2020 - Giulio Cesare Gallenzi, politico italiano (n. 1931)
- 2020 - Vasilij Kul'kov, allenatore di calcio e calciatore russo (n. 1966)
- 2020 - Osvaldo Ruggieri, attore e doppiatore italiano (n. 1928)
- 2021 - Warren Bryant, giocatore di football americano statunitense (n. 1955)
- 2021 - Megan Rice, attivista statunitense (n. 1930)
- 2021 - Giuseppe Mangiapane, politico italiano (n. 1932)
- 2021 - Luis de Pablo, compositore spagnolo (n. 1930)
- 2021 - Abdul Qadeer Khan, ingegnere pakistano (n. 1936)
- 2021 - José Luis Sosa, calciatore uruguaiano (n. 1956)
- 2021 - Ruthie Tompson, artista statunitense (n. 1910)
- 2022 - Roberto Bisacco, attore italiano (n. 1939)
- 2022 - Sergio Brighenti, calciatore e allenatore di calcio italiano (n. 1932)
- 2022 - Michael Callan, attore statunitense (n. 1935)
- 2022 - Keith Eddy, calciatore e allenatore di calcio inglese (n. 1944)
- 2022 - Ferdinando Facchiano, politico italiano (n. 1927)
- 2022 - Viktor Logunov, pistard sovietico (n. 1944)
- 2022 - Joe Roberts, cestista e allenatore di pallacanestro statunitense (n. 1936)
- 2023 - David Benedictus, scrittore e produttore televisivo britannico (n. 1938)
- 2023 - Jeff Burr, regista, attore e sceneggiatore statunitense (n. 1963)
- 2023 - Terry Dischinger, cestista e allenatore di pallacanestro statunitense (n. 1940)
- 2023 - Mark Goddard, attore statunitense (n. 1936)
- 2023 - Brendan Malone, allenatore di pallacanestro statunitense (n. 1942)
- 2024 - Peter Cormack, calciatore e allenatore di calcio scozzese (n. 1946)
- 2024 - Stefania Guidi, scultrice italiana (n. 1929)
- 2024 - Giacomo Maccheroni, politico italiano (n. 1936)
- 2024 - Geo Mantegazza, ingegnere, imprenditore e dirigente sportivo svizzero (n. 1928)
- 2024 - Ethel Skakel Kennedy, statunitense (n. 1928)
- 2024 - Véronique Zuber, modella francese (n. 1936)

## Senza anno specificato(1)
- Teodechilde di Jouarre, badessa e santa francese